# مهسا کمالی
مهسا کمالی (زاده ۲۵ مرداد ۱۳۷۳ در زنجان) عضو تیم ملی فوتسال بانوان ایران و همچنین باشگاه مس رفسنجان است. او به همراه تیم ملی فوتسال بانوان ایران در سال ۲۰۱۸ موفق به کسب عنوان قهرمان جام فوتسال زنان آسیا شد. کمالی، به دلیل به نمایش گذاشتن پیراهنی با شعار «جنگ را متوقف کنید» به کمیته انضباطی احضار شد.

## حواشی
در جریان بازی دو تیم مس رفسنجان و پالایش نفت آبادان در لیگ برتر فوتسال زنان ایران که روز ۱۳ اسفند برگزار شد، مهسا کمالی پس از گلزنی به تیم حریف، پیراهنی را که در زیر لباس تیم باشگاهی خود به تن داشت، با درخواست توقف جنگ در اوکراین به نمایش گذاشت، به کمیته انضباطی احضار شد..
باشگاه مس رفسنجان نیز در بیانیه‌ای، اقدام خانم کمالی در واکنش به تهاجم نظامی روسیه به اوکراین را رفتاری «احساسی و شخصی» خواند و گفت که با او «برخورد قاطع» خواهد شد. در بیانیه باشگاه آمده‌است که «رسالت و سیاست باشگاه فرهنگی ورزشی مس رفسنجان حرکت در جریانات سیاسی نیست» و از همین رو، طبق قوانین و مقررات این باشگاه، خانم کمالی به کمیته انضباطی احضار شده‌است.